# Leonor Horticou
Leonor Hourticou (Montevideo, 1872-1941) fue una maestra uruguaya de trayectoria destacada.

## Biografía
Se recibió de maestra de primer grado en 1887 cuando se iniciaba la reforma vareliana, de segundo grado en 1890 y de tercer grado en 1898.
En 1903 accedió por concurso al cargo de directora de la Escuela de Aplicación para Señoritas (1903-11). En 1912 asumió como directora del Instituto Normal (1911-31), continuando el trabajo de María Stagnero de Munar. Dictó las cátedras de Psicología y Pedagogía e Higiene Escolar.
En el Primer Congreso Nacional de Maestros (1933), se discutió la polémica en torno al carácter normalista o universitario de la formación de los maestros, en donde Horticou respaldó la convicción de que los estudios de carácter normalista preparaban lenta e insensiblemente al espíritu para la función magisterial.
Fue miembro del Consejo Nacional de Enseñanza Primaria y Normal entre 1938 y 1941.
Escribió numerosos trabajos para revistas nacionales y argentinas. Dictó conferencias y participó en varios congresos pedagógicos.
Sus trabajos fueron recogidos en Revista Anales de Instrucción Primaria: Enseñanza de la moral; La intuición en la enseñanza; Clasificación de los escolares:su función protectora del niño y sus ventajas para la educación.

## Homenajes
La Biblioteca del Instituto Normal de Montevideo se denomina «Maestra Leonor Horticou». 
También llevan su nombre: la Escuela n.°45 del barrio Tres Cruces, una calle y una plaza del barrio Parque Batlle en Montevideo.